# Хайд, Мириам
Мириам Хайд (англ. Miriam Beatrice Hyde; 15 января 1913 — 11 января 2005) — австралийская пианистка и композитор.

## Биография
Родилась в семье музыкантов: мать была учительницей фортепиано, сестра матери Клариса Гмайнер (1881—1965) играла на скрипке (в молодости как солистка, затем в составе Южно-Австралийского симфонического оркестра). 
Начала учиться музыке у своей матери, затем в 1925—1931 годах училась в Консерватории Элдера в Аделаиде и наконец в 1932—1935 годах — в Королевском колледже музыки в Лондоне, где её наставниками были Гордон Джейкоб и Р. О. Моррис по композиции, Артур Бенджамин и Ховард Хэдли по фортепиано.
Ещё в студенческие годы дебютировала на престижных лондонских концертных площадках и как пианистка, и как композитор. Солировала при премьерных исполнениях своего Первого (1934, Лондонский филармонический оркестр под управлением Лесли Хьюарда) и Второго (1935, Лондонский симфонический оркестр под управлением Константа Ламберта) фортепианных концертов.
Вернувшись в 1936 году в Австралию, жила и работала преимущественно в Сиднее. Сочиняла фортепианные пьесы (особенно значительна Соната соль минор, 1941—1944), оркестровые увертюры, камерные сочинения, в числе которых сонаты для кларнета и флейты. В послевоенный период вела обширную педагогическую деятельность, входила в руководство нескольких музыкально-педагогических объединений. Записала ряд собственных фортепианных сочинений, некоторые из этих записей составили итоговый альбом, вышедший в 1994 году в серии «Антология австралийской музыки». В возрасте 89 лет в последний раз выступила как пианистка, исполнив свой Второй концерт.
Опубликовала также три книги стихов и автобиографию.